# Elmínia pàl·lida
L'elmínia pàl·lida (Elminia albicauda) és una espècie d'ocell de la família dels estenostírids (Stenostiridae).

## Hàbitat i distribució
Habita boscos i sabanes del sud-oest, centre i nord-est d'Angola, sud, sud-est i est de la República Democràtica del Congo, sud-oest d'Uganda, Burundi, Ruanda i nord i sud de Tanzània, i cap al sud a Zàmbia, Malawi i Moçambic.